# エドワード・ローレンツ
エドワード・ノートン・ローレンツ（Edward Norton Lorenz、1917年5月23日 - 2008年4月16日）は、アメリカ合衆国・マサチューセッツ工科大学の気象学者。

## 業績
彼は1960年に、初期変数を色々変えて初歩的なコンピュータシミュレーションによる気象モデルを観察していたところ、気象パターンが初期値のごく僅かな違いにより大きく発散することに気づいた。これには次のようなエピソードが残されている。計算結果の検証のため同一のデータを初期値として複数回のシミュレーションを行うべきを、二度目の入力の際に手間を惜しみ、初期値の僅かな違いは最終的な計算結果に与える影響もまた小さいだろうと考えて、小数のある桁以降の入力を省いたところ、結果が大きく異なった。この繊細な初期状態依存性はバタフライ効果と後に呼ばれるようになった。また、これによりコンピュータによる気象の正確な長期予報が不可能であることが明らかになった。
ローレンツは根底にある数学的性質について探求を続け、結果を「Deterministic Nonperiodic Flow （決定論的な非周期の流れ）」として1963年に気象学の学会誌に発表した。この論文のなかで、方程式による比較的単純な系が無限に複雑なパターンに行き着く、と記述している。これがローレンツ・アトラクタである。

## 著書
- エドワード、N、ローレンツ　『ローレンツカオスのエッセンス』　杉山勝・杉山智子訳、共立出版、1997年。ISBN 978-4-320-00895-3。

## 受賞
- 1969年 - カール＝グスタフ・ロスビー研究賞
- 1973年 - サイモンズ・ゴールドメダル
- 1983年 - クラフォード賞
- 1989年 - エリオット・クレッソン・メダル
- 1991年] - 京都賞基礎科学部門
- 2004年 - ロモノーソフ金メダル、ボイス・バロット・メダル